# XO-15 (航空機)
XO-15
- 用途：観測機
- 製造者：キーストーン・エアクラフト
- 運用者：アメリカ陸軍航空隊
- 生産数：1
- 運用状況：退役

XO-15はアメリカ合衆国の試作観測機。キーストーン・エアクラフトによってアメリカ陸軍航空隊向けに1機が試作された。 
同時期（1930年頃）の機体であるXO-14とシングルベイ、左右独立したブレーキ付き車輪の降着装置を備えた複葉機、鋼管製の機体といった特徴は共通しているが、XO-15は上翼に5%の後退角が付けられている点が異なる。

## 要目
出典: 
諸元
- 全長: 8.225m （27ft1in）
- 全高: 2.93m （9ft9in）
- 翼幅: 11.076m（37ft3in）
- 空虚重量: 806kg （1776lb）
- 有効搭載量: 1142kg （2518lb）
- 動力: ライト R-790 レシプロ、176kW （236hp）   × 1

性能
- 最大速度: 192km/h （119mph）
- 巡航速度: 153km/h （95mph）
- 航続距離: 390km （240マイル）
- 実用上昇限度: 5677m （18625ft）
- 上昇率: 224m/min （12.25ft/s）

武装
- 固定武装: 機銃